# Romany-Sebory (gromada)
Romany-Sebory – dawna gromada, czyli najmniejsza jednostka podziału terytorialnego Polskiej Rzeczypospolitej Ludowej w latach 1954–1972.
Gromady, z gromadzkimi radami narodowymi (GRN) jako organami władzy najniższego stopnia na wsi, funkcjonowały od reformy reorganizującej administrację wiejską przeprowadzonej jesienią 1954 do momentu ich zniesienia z dniem 1 stycznia 1973, tym samym wypierając organizację gminną w latach 1954–1972.
Gromadę Romany-Sebory z siedzibą GRN w Romanach-Seborach utworzono – jako jedną z 8759 gromad na obszarze Polski – w powiecie przasnyskim w woj. warszawskim, na mocy uchwały nr VI/10/16/54 WRN w Warszawie z dnia 5 października 1954. W skład jednostki weszły obszary dotychczasowych gromad Kaki-Mroczki(), Łanięta, Morawy Wielkie, Romany-Janowięta, Romany-Sebory i Romany-Fuszki ze zniesionej gminy Krzynowłoga Mała w tymże powiecie. Dla gromady ustalono 11 członków gromadzkiej rady narodowej.
31 grudnia 1959 z gromady Romany-Sebory wyłączono wsie Łanięta i Morawy Wielkie, włączając je do gromady Krzynowłoga Mała w tymże powiecie, po czym gromadę Romany-Sebory zniesiono a jej (pozostały) obszar włączono do gromady Mchowo tamże.